# العلاقات الطاجيكستانية الهايتية
العلاقات الطاجيكستانية الهايتية هي العلاقات الثنائية التي تجمع بين طاجيكستان وهايتي.

## مقارنة بين البلدين
هذه مقارنة عامة ومرجعية للدولتين:
| وجه المقارنة                                              | طاجيكستان                          | هايتي                                |
| --------------------------------------------------------- | ---------------------------------- | ------------------------------------ |
| المساحة (كم2)                                             | 143.10 ألف                         | 27.75 ألف                            |
| عدد السكان (نسمة)                                         | 8.92 مليون                         | 10.98 مليون                          |
| الكثافة السكانية (ن./كم²)                                 | 62.33                              | 395.68                               |
| العاصمة                                                   | دوشنبه                             | بورت أو برانس                        |
| اللغة الرسمية                                             | اللغة الطاجيكية                    | لغة فرنسية، اللغة الكريولية الهايتية |
| العملة                                                    | ساماني طاجيكي، الروبل الطاجيكستاني | جوردة هايتية                         |
| الناتج المحلي الإجمالي (بليون دولار)                      | 7.15 مليار                         | 8.41 مليار                           |
| الناتج المحلي الإجمالي (تعادل القوة الشرائية) بليون دولار | 24.03 مليار                        | 18.82 مليار                          |
| الناتج المحلي الإجمالي الاسمي للفرد دولار أمريكي          | 925                                | 818                                  |
| الناتج المحلي الإجمالي للفرد دولار أمريكي                 | 2.69 ألف                           | 1.73 ألف                             |
| مؤشر التنمية البشرية                                      | 0.624                              | 0.483                                |
| رمز المكالمات الدولي                                      | +992                               | +509                                 |
| رمز الإنترنت                                              | .tj                                | .ht                                  |
| المنطقة الزمنية                                           | ت ع م+05:00                        | 00                                   |

## منظمات دولية مشتركة
يشترك البلدان في عضوية مجموعة من المنظمات الدولية، منها:
| علم المنظمة | اسم المنظمة                        | تاريخ انضمام طاجيكستان | تاريخ انضمام هايتي |
| ----------- | ---------------------------------- | ---------------------- | ------------------ |
|             | مؤسسة التنمية الدولية              | 4 يونيو 1993           | 13 يونيو 1961      |
|             | مؤسسة التمويل الدولية              | 2 ديسمبر 1994          | 20 يوليو 1956      |
|             | منظمة حظر الأسلحة الكيميائية       | ?                      | ?                  |
|             | الأمم المتحدة                      | 2 مارس 1992            | 24 أكتوبر 1945     |
|             | الاتحاد الدولي للاتصالات           | 28 أبريل 1994          | 10 أكتوبر 1927     |
|             | منظمة الشرطة الجنائية الدولية      | ?                      | ?                  |
|             | البنك الدولي للإنشاء والتعمير      | 4 يونيو 1993           | 8 سبتمبر 1953      |
|             | الاتحاد البريدي العالمي            | ?                      | ?                  |
|             | وكالة ضمان الاستثمار متعدد الأطراف | 9 ديسمبر 2002          | 11 ديسمبر 1996     |
|             | يونسكو                             | 6 أبريل 1993           | 18 نوفمبر 1946     |

## وصلات خارجية
- موقع وزارة الخارجية الهايتية